# Almtuna IS
Almtuna IS – szwedzki klub hokeja na lodzie z siedzibą w Uppsali.

## Historia
Dotychczasowe nazwy
- Almtuna IS (1932–1987)
- Uppsala/AIS (1987–2000)
- Almtuna IS (2000–)

W swojej historii drużyna występowała jeden sezon w najwyższej klasie rozgrywkowej (1962/1963).